# Пежо тип 32
Пежо тип 32 (фр. Peugeot Type 32) је моторно возило произведено од 1900. до 1902. од стране француског произвођача аутомобила Пежо у њиховој фабрици у Оданкуру. У том раздобљу је укупно произведено 21 јединица.
Возило покреће двоцилиндрични четворотактни мотор постављен позади, а преко ланчаног склопа је пренет погон на задње точкове. Његова максимална снага била је 8-12 КС.
Тип 32 има међуосовинско растојање од 156 цм, а укупне дужине 250 цм и висине 160 цм. Облик каросерије је у две варијанте караван и tonneau и има места за шест особа.